# Écozone néotropicale : plantes à graines par nom scientifique (T)

## Ta

### Tac
- Tacinga - fam. Cactacées (Cactus)
  - Tacinga braunii
  - Tacinga funalis

## Th

### The
- Thelocactus - fam. Cactacées (Cactus)
  - Thelocactus bicolor
  - Thelocactus conothelos
  - Thelocactus hastifer
  - Thelocactus heterochromus
  - Thelocactus hexaedrophorus
  - Thelocactus lausseri
  - Thelocactus leucacanthus
  - Thelocactus macdowellii
  - Thelocactus rinconensis
  - Thelocactus schwartzii
  - Thelocactus setispinus
  - Thelocactus tulensis

## Tr

### Tro
- Tropaeolum - Tropaéolacées
  - Tropaeolum majus - Grande capucine
  - Tropaeolum peregrinum - Capucine des Canaris
  - Tropaeolum speciosum

## Tu

### Tur
- Turbinicarpus - fam. Cactacées (Cactus)
  - Turbinicarpus gautii
  - Turbinicarpus gielsdorfianus
  - Turbinicarpus horripilus
  - Turbinicarpus knuthianus
  - Turbinicarpus krainzianus
  - Turbinicarpus laui
  - Turbinicarpus lophophoroides
  - Turbinicarpus mandragora
  - Turbinicarpus pseudomacrochele
  - Turbinicarpus pseudopectinatus
  - Turbinicarpus saueri
  - Turbinicarpus schmiedickeanus
  - Turbinicarpus subterraneus
  - Turbinicarpus valdezianus
  - Turbinicarpus viereckii